# Московское пожарное депо
Московское пожарное депо (комплекс Пречистенской пожарной части) — объект культурного наследия Федерального значения (современный адрес: Пречистенка ул., дом 22/2, строение 1).

## История здания
Двухэтажный г-образный дом, расположенный в «аристократическом» районе Москвы на пересечении Пречистенки и Чистого переулка, был возведён в 1764 году, предположительно, по проекту М. Ф. Казакова (документальных подтверждений этому не имеется).
С 1764 частный дом неоднократно менял хозяев и перестраивался. В разное время он принадлежал княгине Хованской, Н. И. Ртищеву, семье генерала А. П. Ермолова.
На рубеже XVIII—XIX веков здание было надстроено и декорировано в стиле зрелого классицизма. В этот период появился монументальный центральный ризалит, украшенный полуколоннами и пилястрами коринфского ордера на рустованном арочном цоколе. Раскреповка карниза с чередующимися парами полуколонн и пилястр, создали пластически выразительную и гармоничную композицию.
Будущее здание пожарного депо пострадало во время московского пожара 1812 г., но было восстановлено его новыми владельцами — родственниками генерала А.П. Ермолова, который жил в соседнем 20-м доме.

## Пожарные службы
В 1835 году казна приобрела владение и расположила здесь Центральное пожарное депо (перенесено с Волхонки в связи с началом строительства Храма Христа Спасителя). Помимо пожарных, в здании разместился и отряд полиции.
В начале 1840-х годов для нужд Московского пожарного депо здание было расширено пристройкой, вдвое удлинившей его фасад. В новой части был сооружён ризалит с полуколоннами и пилястрами, симметричный и полностью идентичный первому.

В 1843 году здание увенчала пожарная каланча в виде ярусной башни с кольцевой колоннадой. На ней постоянно дежурили часовые, и в случае пожара, сразу же подавали сигнал тревоги. О непростой работе дежурного Владимир Гиляровский писал: 
На каланче, под шарами, ходил день и ночь часовой.Трудно приходилось этому «высокопоставленному» лицу в бурю-непогоду, особенно в мороз зимой, а летом еще труднее: солнце печет, да и пожары летом чаще, чем зимой, — только гляди не зевай! И ходит он кругом, и «озирает окрестности...
.
В 1900 году при депо организовали станцию скорой помощи и выстроили первую в России сушильню для пожарных рукавов, а в канцелярии установили телефонный коммутатор для прямой связи со всеми пожарными частями города. К началу XX века в здании был создан технический центр борьбы с пламенем с учебным залом, ветеринарный лазарет для пострадавших от пожара животных, различные мастерские — шорная, медная, колесная и т. п.
В 1902 году в здании начал давать концерты первый «балалаечный оркестр»
Московской пожарной команды. Здесь же появился «самовар на санях», который в холодное время года доставлял горячий чай огнеборцам.
В 1906—1907 годах в одном из помещений Московского пожарного депо на Пречистенке проходили занятия Пречистенских рабочих курсов.
В 1908 году в Пречистенской части появился первый в Москве пожарный автомобиль с раздвижной лестницей, которая могла достигать высоты третьего этажа. По тревоге на автомобиле выезжали брандмайор, брандмейстер, фельдшер и несколько пожарных.
В 1915 году к зданию была сделана еще одна пристройка вдоль соседнего Чистого переулка.
Пожарная часть располагалась в здании и в советское время.
В 1930-е годы была снесена каланча.
На территории пожарной части есть огромное мозаичное панно, изображающее героический труд пожарных во время пожара в Большом театре в 1853 г. и большого пожара в гостинице «Россия» в 1977 г. .
В 1999 году была построена часовня в честь Иконы Божией Матери Неопалимая Купина в память о всех пожарных и спасателях, погибших при исполнении своего служебного долга..
В настоящее время в здании по адресу Пречистенка, 22 находится Главное управление пожарной охраны по городу Москве.
Рассматривается проект по восстановлению исторического облика Пречистенской пожарной части, включающий в себя реставрацию исторического здания и восстановление деревянной каланчи. Кроме того, планируется строительство новых объектов на пустующих территориях части.

## Интересные факты
Существует версия, что именно о Пречистенской колоннаде речь идёт в воспоминаниях А. И. Герцена «Былое и думы»: 
Меня увезли к
обер-полицмейстеру, не знаю зачем — никто не говорил со мною ни слова, потом
опять привезли в частный дом, где мне была приготовлена комната под самой
каланчой.

Пожарное депо упоминается в романе М. А. Булгакова «Собачье сердце»: около него бродил пёс Шарик, принюхиваясь, 
«как луком пахнет из пожарной пречистенской команды»
.